# Hjälmared (Halland)
Hjälmared is een plaats in de Zweedse gemeente Kungsbacka in de provincie Hallands län en het landschap Halland. De plaats heeft 341 inwoners (2005) en een oppervlakte van 90 hectare.